# Nazareno de Brito
Nazareno Fortes de Brito (Rio de Janeiro, 26 de fevereiro de 1925 – Rio de Janeiro, 27 de agosto de 1981) foi um compositor e cantor brasileiro.
Nazareno estudou Música com o maestro César Guerra-Peixe, mas sobretudo tornou-se conhecido como um compositor, tendo composto boleros, foxtrotes e sambas de sucesso na década de 1950 com Fernando César, Othon Russo e Alcir Pires Vermelho, entre outros. Sua primeira composição a ser gravada por Betinho já foi um sucesso, o foxtrote "Neurastênico". Seus outros sucessos foram: "Acordes que Choram" (parceria com Othon Russo), 1955); "Blim Blem Blom" (com Luiz de Castro, 1955); "Bronzes e Cristais" (com Alcir Pires Vermelho; 1958); "Falam Meus Olhos" (com Fernando César, 1956); "Joga a Rede no Mar" (com Fernando César, 1956); e "Podes Voltar" (com Othon Russo, 1956).